# Озеленение крыш

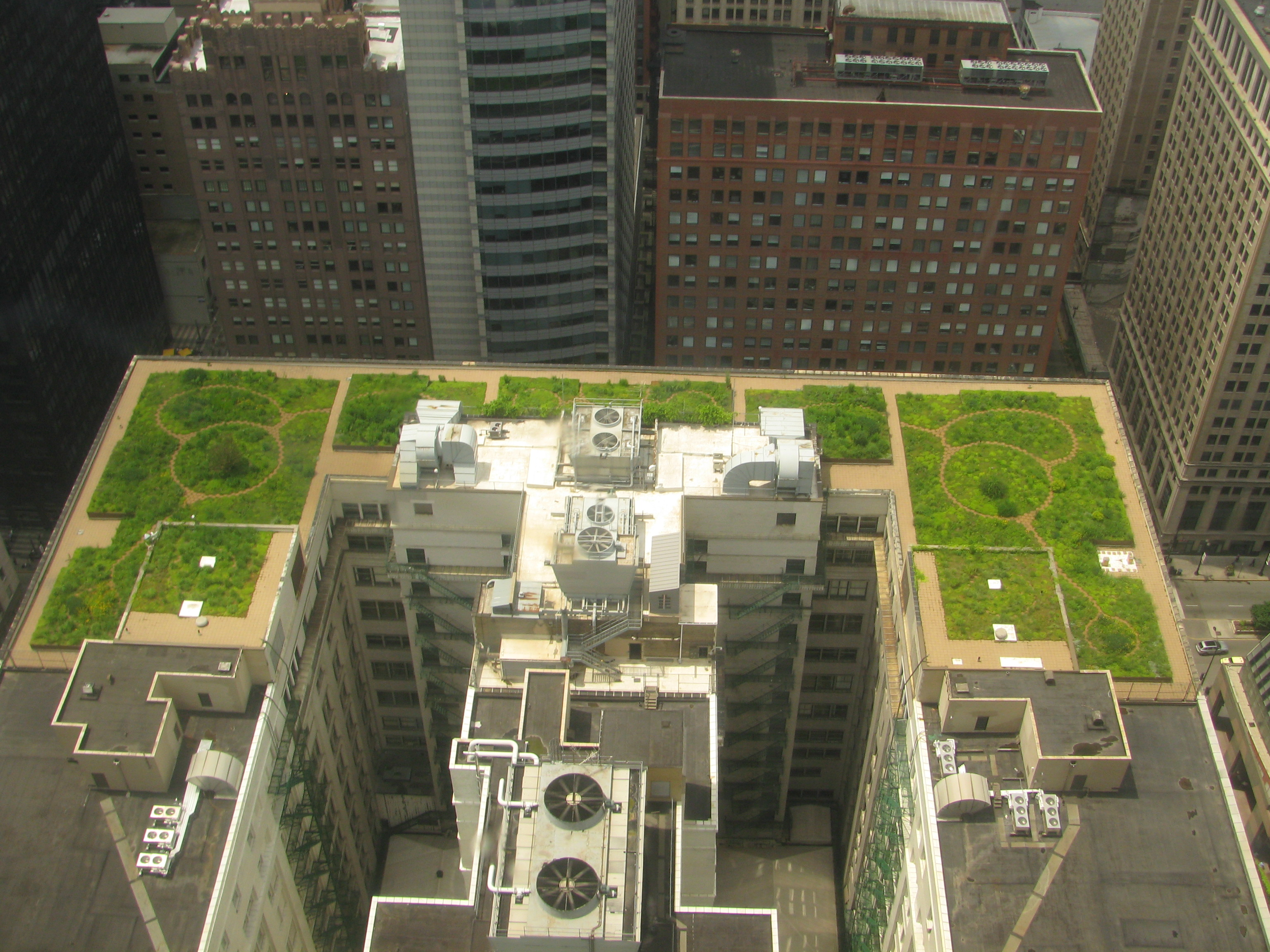
«Зелёная крыша» здания муниципалитета в Чикаго, Иллинойс

Озелене́ние крыш — термин, обозначающий частично или полностью засаженные живыми растениями крыши зданий, разновидность ландшафтного дизайна. Подразумеваются растения, высаженные в субстрат, для чего между зелёным слоем и крышей помещается водонепроницаемый слой; также могут использоваться дополнительные слои, защищающие крышу от корней, дренаж и системы полива. В английском языке также употребляется термин англ. green roofs («зелёные крыши») в связи с тенденцией связывать зелёный цвет с экологическими трендами в обществе. При этом высаживание растений в ёмкости (кашпо, ящики и пр.), даже размещённые на крыше, не считается созданием «зелёных крыш».
Озеленённые крыши поглощают дождевую воду, обеспечивают защиту от городского шума и от холода, а также защищают здания от перегрева в жару (что, помимо естественного повышения комфорта, значительно снижает затраты на кондиционирование и в несколько раз продлевает жизнь самих крыш, спасая их от погодных воздействий). Кроме того, «зелёные крыши» служат украшением городов и средой обитания городской фауны. Согласно научным исследованиям, озеленение кровель благоприятно влияет на экологию городской среды, очищая воздух от вредоносных веществ, уменьшая количество пыли и способствуя уменьшению и стабилизации нагрузки на систему водостоков и водоотведения, тем самым предотвращая возникновение городских наводнений. Применение «зелёных» крыш в плотной городской застройке способствует повышению концентрации кислорода и увеличивает энергоэффективность здания (в её увеличения со зданиями с озеленением на крыше могут соседствовать солнечные батареи и термальные коллекторы.

## История

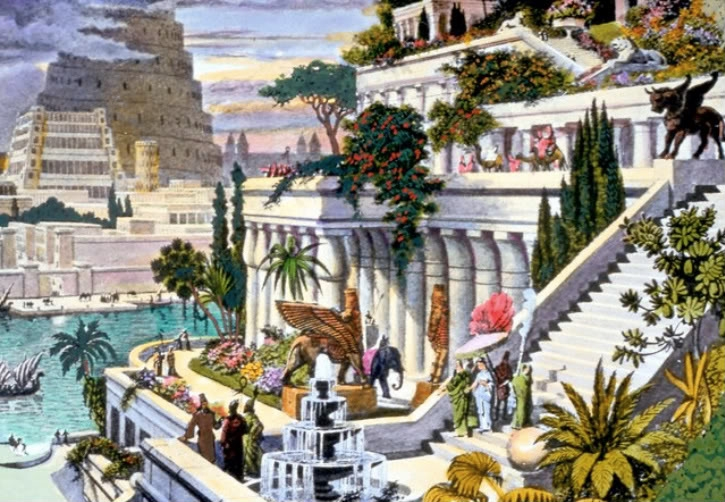
Висячие сады Семирамиды

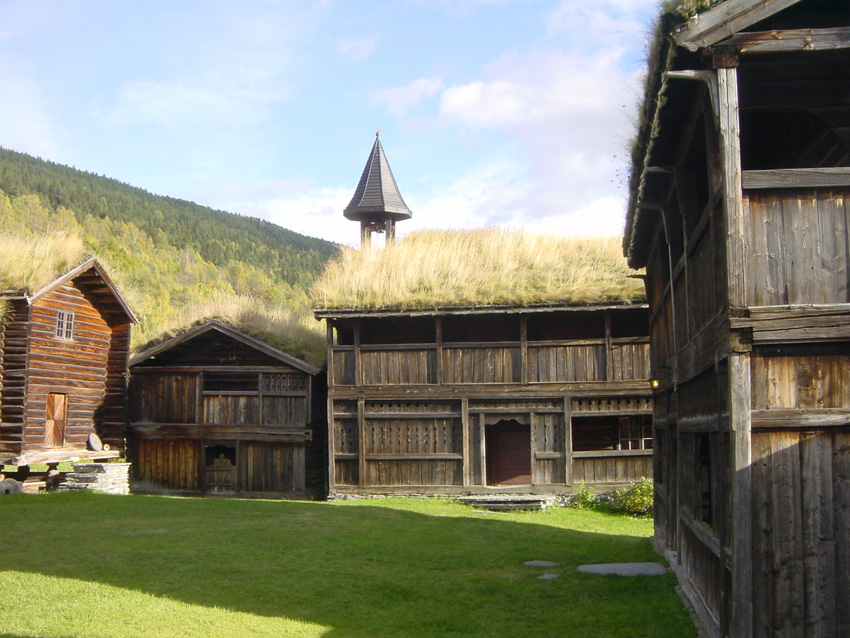
Крыши зданий XVIII века, покрытые дёрном. Хёйдал, Норвегия

Современная методика озеленения крыш, с использованием специальных слоёв для высаживания растительности, защиты от корней, дренажа и т. п. появилась в конце XX в. Однако сами по себе «зелёные крыши» существуют уже несколько столетий.
Первые примеры озеленения крыш можно найти в древности на Ближнем Востоке в долинах рек Тигр и Евфрат. Древние зодчие и мастера возводили рукотворные оазисы в пустынях вдали от рек и плодородных равнин. На террасах пирамид и зиккуратов высаживались высокие растения и возделывались сады. В Европе «зелёную» кровлю повсеместно использовали жители Скандинавии. Средневековые норвежцы и шведы применяли технологию дёрновых крыш для маскировки домов при нападении врагов. Впоследствии скандинавы массово устраивали кровлю своих жилищ с травянистым покрытием не только для маскировки, но и для создания комфортного микроклимата в помещении. Дёрновая кровля удерживала исходящее от очага тепло и обеспечивала непрерывный воздухообмен сквозь толщу крыши, тем самым улучшая вентиляцию в доме.
Современные технологии высадки появились в Германии в 1960-е, и в последующие десятилетия распространились по разным странам. По современным оценкам, около 10 % всех крыш в Германии озеленены. В США «зелёные крыши» также становятся популярны, хотя их количество ещё не так велико, как в Европе.

### В России

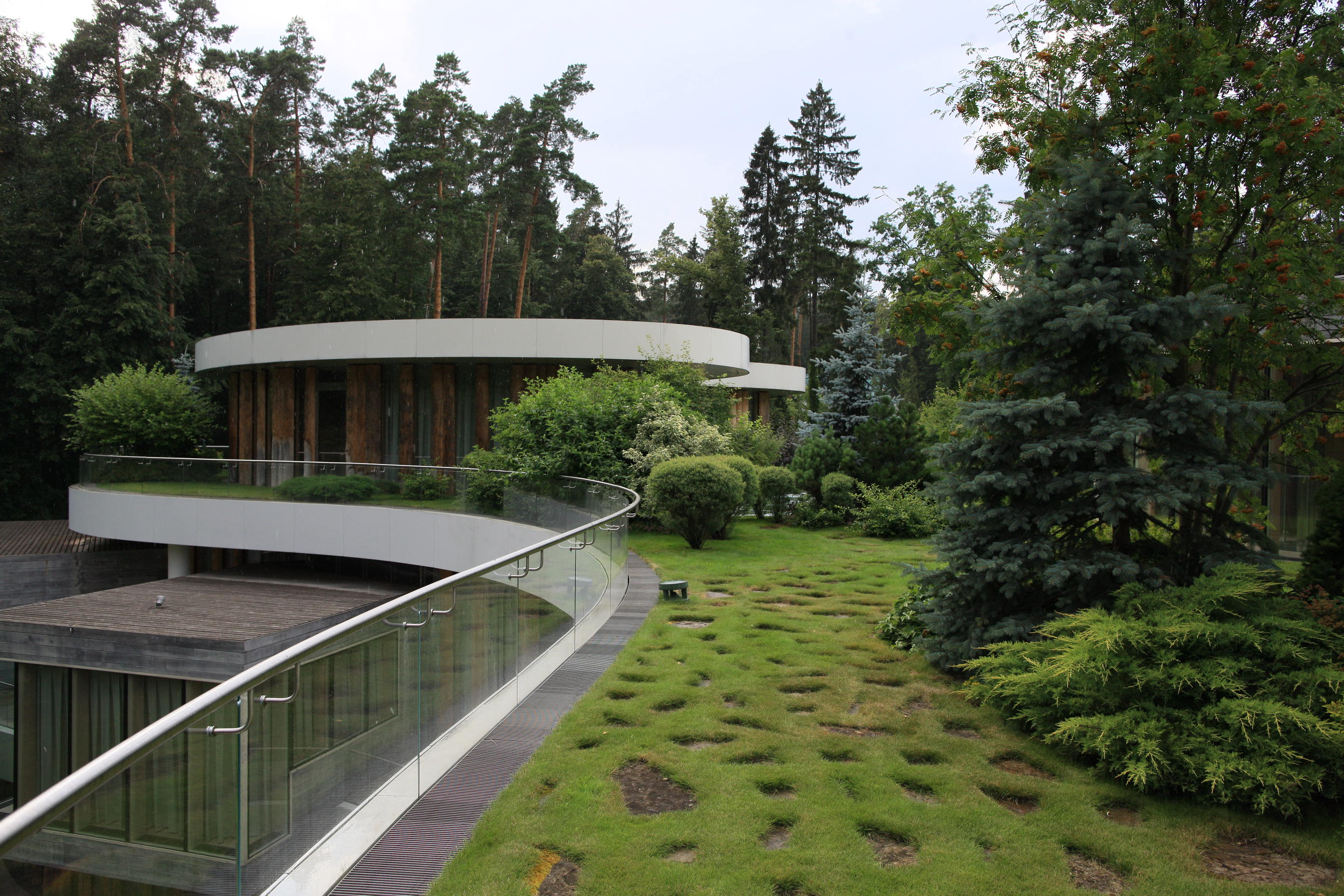
Зелёная крыша в России. Жуковка, Московская область

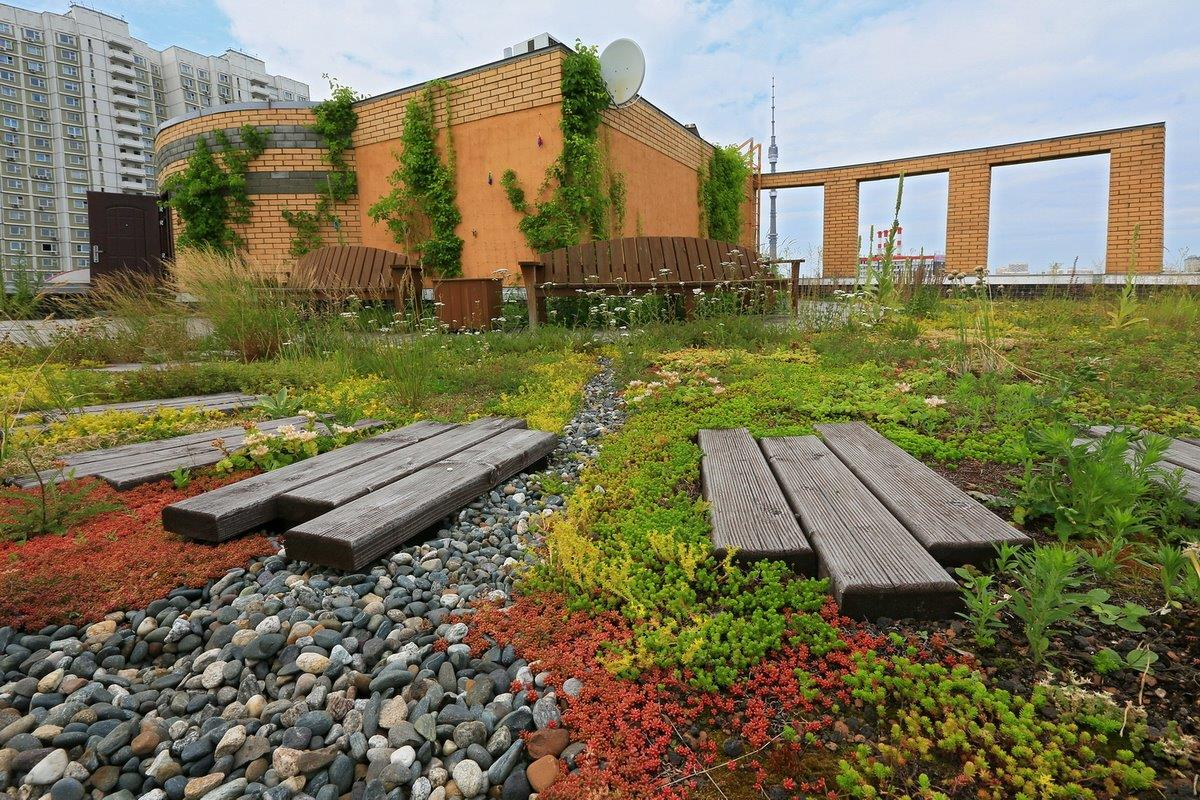
Научно-экспериментальная «зелёная крыша» административного здания в Москве (ул. Шереметьевская, 34)

Скандинавская традиция дерновых крыш доходила до современных российских территорий, в частности, Приладожья. В царской России известны случаи создания декоративных зелёных крыш, но массово они не применялись из-за частых пожаров. Упоминается «висячий сад» XVII века в кремле Ростова Великого. Сад располагался на уровне второго этажа между корпусами дворца и поддерживался сводами, покрытыми свинцовыми плитами для защиты от влаги. Такие сады устраивались в боярских усадьбах и усадьбах высшего духовенства. За красоту и оригинальность они назывались Красными. Особенно славились сады Афанасия Ордын-Нащекина и В. В. Голицына в Москве. Были созданы в XVII в. висячие сады и в Московском Кремле. Зелёные уголки разбивали на плоских крышах зданий, например, Потешного и Теремного дворцов. Были устроены Верхний и Нижний «висячие» сады. Первый из них был устроен в 1623-м году на месте, где стоит современный Кремлевский дворец, а второй размещался ближе к склону Кремлёвского холма, напротив Тайницких ворот и просуществовал около 150 лет.
В настоящее время применение «зелёных» крыш в России не является массовым, а имеет единичный характер. Услуги по озеленению крыш предлагаются некоторыми застройщиками, ведётся научно-исследовательская работа в области технологий по озеленению крыш. Отправной точкой этой работы стало озеленение крыши административного здания в Москве в Марьиной Роще на улице Шереметьевская, д. 34, которую провело ООО «Илья Мочалов и Партнёры». В 2016 г. был сформирован технический комитет по стандартизации «„Зеленые“ технологии среды жизнедеятельности и „зеленая“ инновационная продукция» (ТК 366). Эти меры привели к утверждению в 2020 г. ГОСТ Р 58875 2020 «„Зеленые“ стандарты. Озеленяемые и эксплуатируемые крыши зданий и сооружений. Технические и экологические требования». Далее один из разработчиков ГОСТа ландшафтный архитектор Илья Мочалов в период 2019—2021 гг. реализовал ряд объектов по озеленению кровель в соответствии с ГОСТ 58875 (террасы жилого комплекса на ул. Восточная в Москве; устройство озеленения крыши и интерьера Дворца танцев Б. Эйфмана в Санкт-Петербурге, проект эксплуатируемой «зелёной» кровли подземной автостоянки в д. Раздоры и др.). На экспериментальной крыше в Москве на Шереметьевской улице установлена публично доступная веб-камера для наблюдения за растениями и птицами, для которых на крыше установлены скворечники.
Это первый национальный стандарт по озеленению крыш. В нём вводится чёткая структура типологии таких объектов. Такая структура на раннем этапе обеспечивает точное определение назначения кровли, её функциональных особенностей, перечня применяемых растений, необходимого основания под кровлю и предельных нагрузок и воздействий. Существенным импульсом в применении технологии озеленения крыш и их сертификации стало строительство олимпийских объектов в Сочи в 2014 г. На 11 объектах Олимпийского парка в Сочи применялись стандарты BREEAM (Великобритания), — методы экологической оценки эффективности зданий и их добровольной сертификации с рейтинговой системой, — или отечественные экспериментальные аналоги.
В 2023 году в Институте промышленного и гражданского строительства на кафедре архитектурно-строительного проектирования и физики среды была представлена квалификационная работа «Исследование влияния „зеленых“ крыш на сокращение ливневых стоков в г. Туле», также работа «Влияние „зеленых“ крыш на изменение плотности пылевых масс на исследуемой территории в городе Тула» и пр.

## Типы «зелёных крыш»
Озеленение крыш можно разделить на интенсивное и полуэкстенсивное, в зависимости от толщины субстрата, размещаемого на крыше и количества ухода, который требуется впоследствии. Для высоких растений — обычно неотъемлемой составляющей сада на крыше — может потребоваться до 0,7 м субстрата, а также, как и в случае с обычным садом, постоянный уход садовников; поэтому такой тип озеленения считается интенсивным. В итоге крыша часто становится похожей на маленький парк, в котором могут расти любые растения.
Экстенсивно озеленённые крыши, напротив, почти не требуют ухода (часто для поддержания жизни растений на такой крыше достаточно внести удобрения раз в год), а для размещения растений требуется минимальный слой субстрата. Для растений рода Sedum, например, достаточно слоя субстрата в 50—70 мм, закреплённого на водонепроницаемой крыше. Обычно «экстенсивные» крыши закрыты для доступа большой аудитории (в отличие от парковых «интенсивных» крыш) и посещаются только обслуживающим персоналом 1-2 раза в год.
«Зелёные крыши» могут быть не только плоскими, но и наклонными, со скатной крышей. В ряде случаев (хорошим примеров являются дёрновые крыши традиционных скандинавских домов) конструкция наклонной озеленённой крыши даже проще, чем плоской — поскольку скат крыши позволяет избыточному количеству воды легко стекать вниз, то нет нужды использовать дорогие водонепроницаемые покрытия и дренажные слои, являющиеся неотъемлемой частью озеленения плоских крыш.
Зелёные крыши различаются по дизайну. Это могут быть как простые лужайки с природоподобной растительностью, так и сады с деревьями или городские огороды на крыше. Для устройства зеленых крыш нужно соблюдать технические требования, предусматривающие установку корневых барьеров и водонепроницаемых мембран. К ним относятся меры по регулированию снижения опасных перегрузок крыши в чрезвычайных ситуациях: во время пожаров или в течение длительного засушливого периода.

## Преимущества
«Зелёные крыши» позволяют:
- уменьшить потребность в искусственных системах управления микроклиматом, так как они увеличивают массу нагреваемой поверхности и её тепловое сопротивление (исследование, проведённое в 2005 году в Торонтском университете, показало, что озеленённые крыши также способствуют сокращению теплопотерь и затрат на обогрев зданий в холодное время, приближая такие здания к стандартам пассивного дома[14]);
- сократить затраты на охлаждение зданий на 15—19 % благодаря естественному испарению влаги[15] (особенно хорошо от перегрева защищают крыши, на которых разбита система теплиц, забирающая лишнее тепло; исследования показывают, что в летнее время большая концентрация зелёных крыш способна существенно понизить среднюю температуру целого города);
- уменьшить количество воды, попадающее на землю в виде осадков, в результате таяния снега и т. д.[16];
- зелёные крыши становятся средой обитания для городской фауны[17];
- озеленение крыш способствует существенному уменьшению загрязнённости воздуха и обогащению его кислородом, что, в свою очередь, повышает комфорт жизни в городе и сокращает число заболеваний, особенно астматических[18];
- очищают дождевую воду, в том числе и от тяжёлых металлов;
- поглощают шум; при этом слой субстрата поглощает низкие частоты звука, а растения — высокие[19];
- «зелёные крыши» являются эффективным сельскохозяйственным пространством[20].

Озеленение кровель благоприятно влияет на экологию городской среды, очищая воздух от вредоносных веществ, уменьшая количество пыли и способствуя уменьшению и стабилизации нагрузки на систему водостоков и водоотведения, тем самым предотвращая возникновение городских наводнений. Применение «зеленых» крыш в плотной городской застройке способствует повышению концентрации кислорода. «Зелёная» площадь кровли увеличивает рекреационную зону для отдыха и досуга жильцов и посетителей здания, нивелирует срезанный и уничтоженный при строительстве здания растительный слой. Показано, что применение «зелёных технологий» способствует улучшению психосоматического состояния жителей.
Зелёная крыша часто является ключевым компонентом при разработке пассивного дома.

### Исследования
Зелёные крыши рассматриваются учёными как мера по адаптации климата в рамках борьбы с глобальным потеплением. По данным исследования, проведенного L. Gartland (2008), традиционные плоские крыши летом в городах Центральной Европы и на североамериканском континенте могут нагреваться до 90 °C., а температура зелёной крыши не превышает 50 °C, то есть разница температур обычной и озеленённой крыш может составлять 40 °C и выше. Группа учёных из Мичиганского университета показала, что «замещение традиционных кровельных материалов на зеленые крыши в городе размером с Детройт и численностью населения около 1 млн человек будет равно устранению годового объёма углекислого газа, который образуется от 10 тыс. внедорожников небольших размеров и грузовиков».
В ряде европейских стран, включая Германию, Швейцарию, Нидерланды, Норвегию, Италию, Австрию, Венгрию, Швецию, Великобританию и Грецию, существуют ассоциации, активно продвигающие идею озеленения крыш. В городе Линц в Австрии работы девелоперов по озеленению крыш с 1983 года оплачиваются муниципалитетом, а в Швейцарии федеральный закон о «зелёных крышах» введён в действие с конца 1990-х. В Великобритании тенденция набирает официальные обороты медленнее; тем не менее, в ряде городов, включая Лондон и Шеффилд, были разработаны законы, поощряющие озеленение крыш.
В Германии, особенно в Берлине, с 1970-х годов ведутся исследования зелёных крыш, а за последние 10 лет интерес к озеленению крыш и изучению его эффектов наблюдается по всему миру. В США существует около 10 центров исследования, а различные связанные с озеленением крыш начинания имеют место в более чем 40 странах по всему миру. В результате недавних экспериментов на территории Манчестера исследователи подтвердили, что появление зелёных крыш в городе способствует значительному уменьшению температуры: «Озеленение всех крыш в городе способно оказать существенное влияние на нагрев поверхностей, снижая средние дневные и ночные температуры относительно показателей последних сорока лет, вне зависимости от степени загрязнённости воздуха. Озеленение крыш даёт наибольший эффект… в зонах с плотной застройкой и с недостаточным количеством испаряемой влаги. Иными словами, максимальный эффект наблюдается в городских центрах».

### Экономическая эффективность
Будучи защищены от погодных и климатических воздействий, озеленённые крыши служат в несколько раз дольше обычных. Наличие зелёной крыши увеличивает стоимость недвижимости.
Согласно Green Roofs for Healthy Cities, установка квадратного метра «зелёной крыши» стоит порядка 120—180 американских долларов, без учёта стоимости водонепроницаемого покрытия крыши. В Европе стоимость профессионального озеленения крыш находится в среднем в диапазоне от 20 до 50 евро за квадратный метр. Стоимость варьируется в зависимости от типа зелёного покрытия и типа озеленения крыши, а также несущих конструкций.
Для экстенсивных крыш также актуальны расходы на уход за ними — несмотря на то что такие крыши практически не требуют ухода, некоторые затраты обычно всё же есть, например, на ежегодную прополку растительности в первые 1-2 года после посадки. Уход за «зелёными крышами» может включать в себя удобрение слоя субстрата — обычно это актуально для цветов и суккулентов; если озеленение крыши ограничивается зелёным ковром, то удобрения обычно не используются. Тем не менее, если есть необходимость использовать удобрения для такого типа крыш, то необходимы специальные удобрения, которые не вымоются дождевой водой и не будут загрязнять сточные воды. Таким образом, обычные жидкие удобрения не подходят для экстенсивно озеленённых крыш.
Экономическая выгода при озеленении кровли существенна и возникает из-за неприхотливости «зелёной» крыши в эксплуатации, а также нечастых ремонтных мероприятий.

### Энергетическая эффективность
Многочисленные исследования показывают, что озеленение кровли почти всегда способствует энергетической эффективности здания.
Учёт таких физических параметров, как потери тепла и инфильтрация воздуха через толщу ограждающих конструкций кровли, а также поглощение поверхностью покрытия крыши солнечной радиации, напрямую влияет на энергоэффективность зданий и определяет соответствующий ему класс энергосбережения. Одним из важных параметров, влияющих на энергоэффективность, является внутренний воздухообмен здания.
Возможный способ достижения требуемой энергетической эффективности за счёт кровли заключается в увеличении суммарного теплосопротивления кровельного пирога, то есть за счёт увеличения толщины эффективного утеплителя (минеральной ваты или экструдированного пенополистирола). Применение технологий по озеленению кровли позволяет решить многие задачи по повышению энергоэффективности за счёт того, что теплосопротивление кровельного пирога «зелёной» крыши равнозначно значению теплосопротивления стандартной и имеет ряд энергетически сберегающих преимуществ.

## Недостатки
Основным недостатком озеленённых крыш можно считать несколько бо́льшую начальную стоимость по сравнению с обычной крышей. Также, в сейсмоопасных регионах озеленение может существенно усложнить конструкцию крыши. Не все существующие здания могут быть оборудованы любым из типов «зелёных крыш» из-за того, что их крыши могут быть не рассчитаны на такую нагрузку.
Для многих видов растений актуальна также проблема сохранения постоянной влажности крыши, и как следствие — надёжной защиты от протекания (напомним, что корни растений могут прорвать водозащитную мембрану, поэтому при грамотном озеленении требуется также корнезащитный слой). Однако для экстенсивных зелёных крыш, например, покрытых седумом, эта проблема неактуальна, так как данному виду растительности хватает периодически выпадающей дождевой воды, и он может подолгу жить в сухом субстрате.
Следует, однако, помнить, что озеленённая крыша в несколько раз долговечней обычной, поскольку вегетация защищает и саму крышу, и мембранные слои от воздействия погодных условий и ультрафиолета, что обычно легко покрывает увеличенные изначальные затраты на озеленение.

## Фотографии

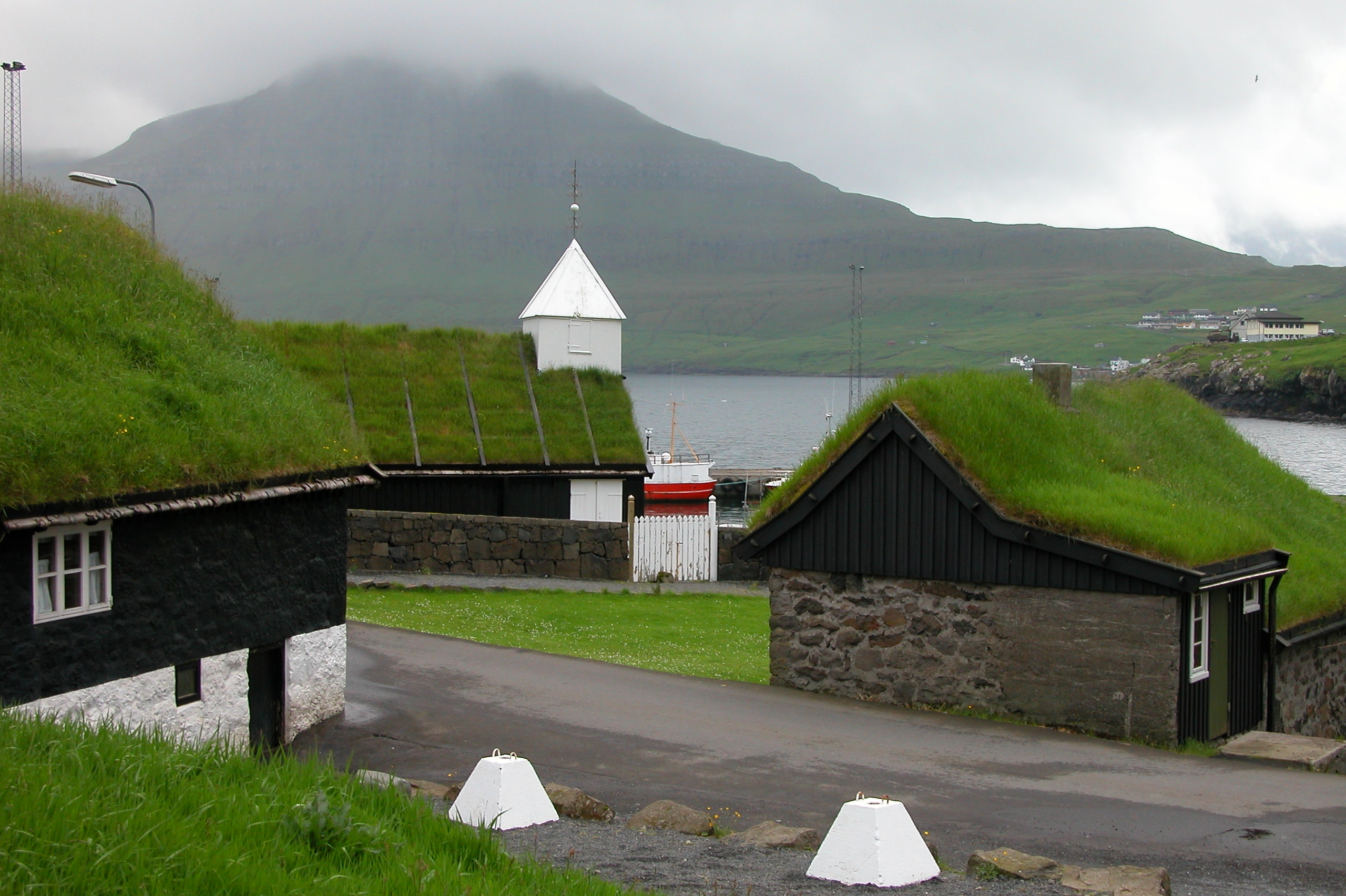
Традиционные дёрновые крыши на Фарерских островах
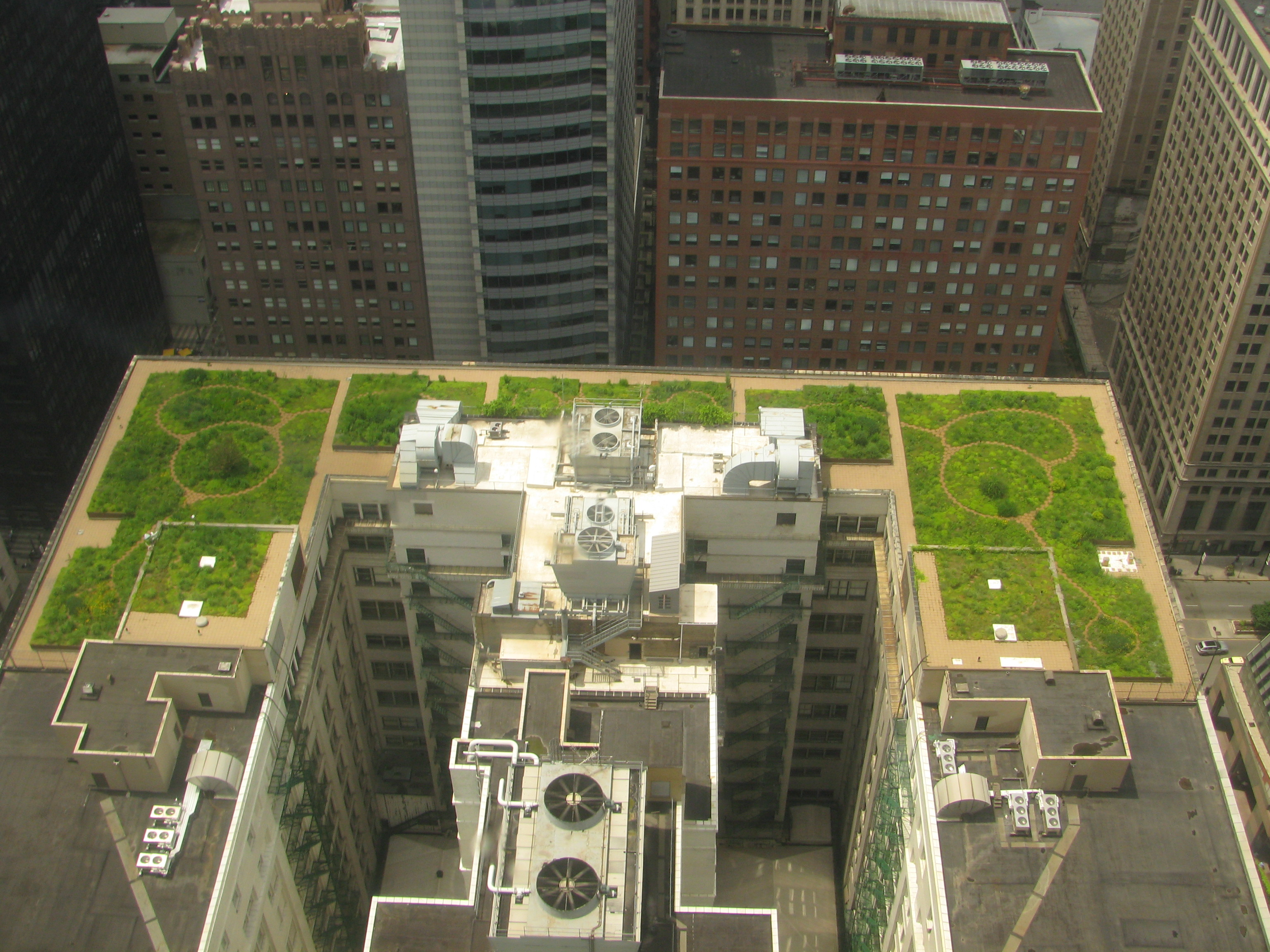
«Зелёная крыша» здания муниципалитета в Чикаго, Иллинойс
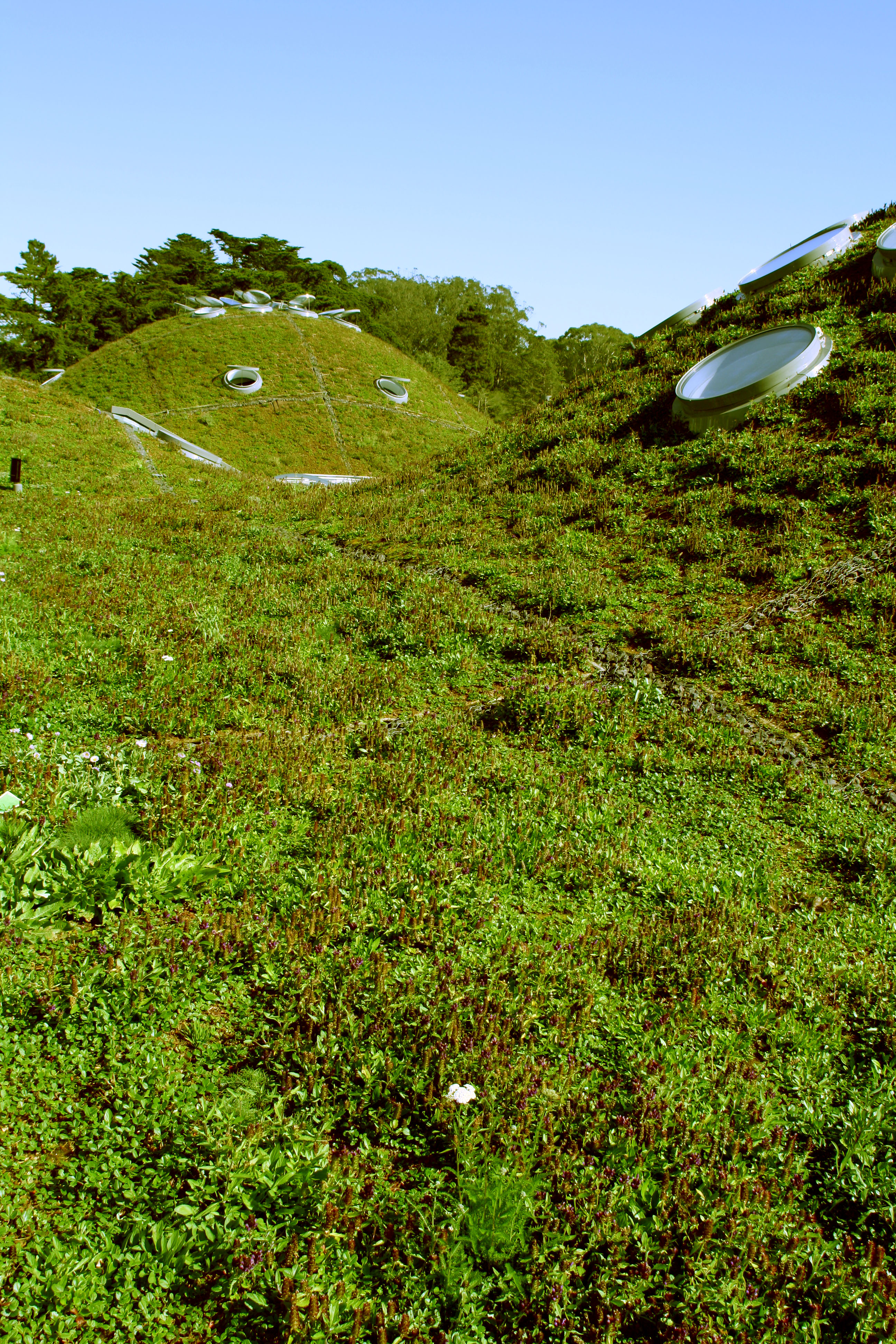
Современная зелёная крыша (Калифорнийская академия наук). Чтобы крыша требовала как можно меньше ухода, на ней высадили наиболее жизнеспособные виды растений.
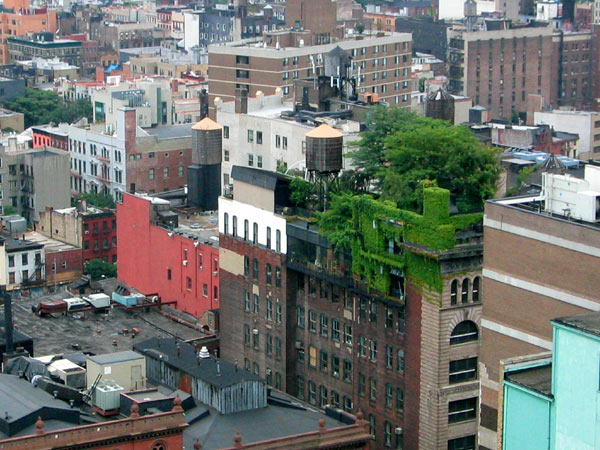
Сад интенсивного типа на крыше в Манхеттене
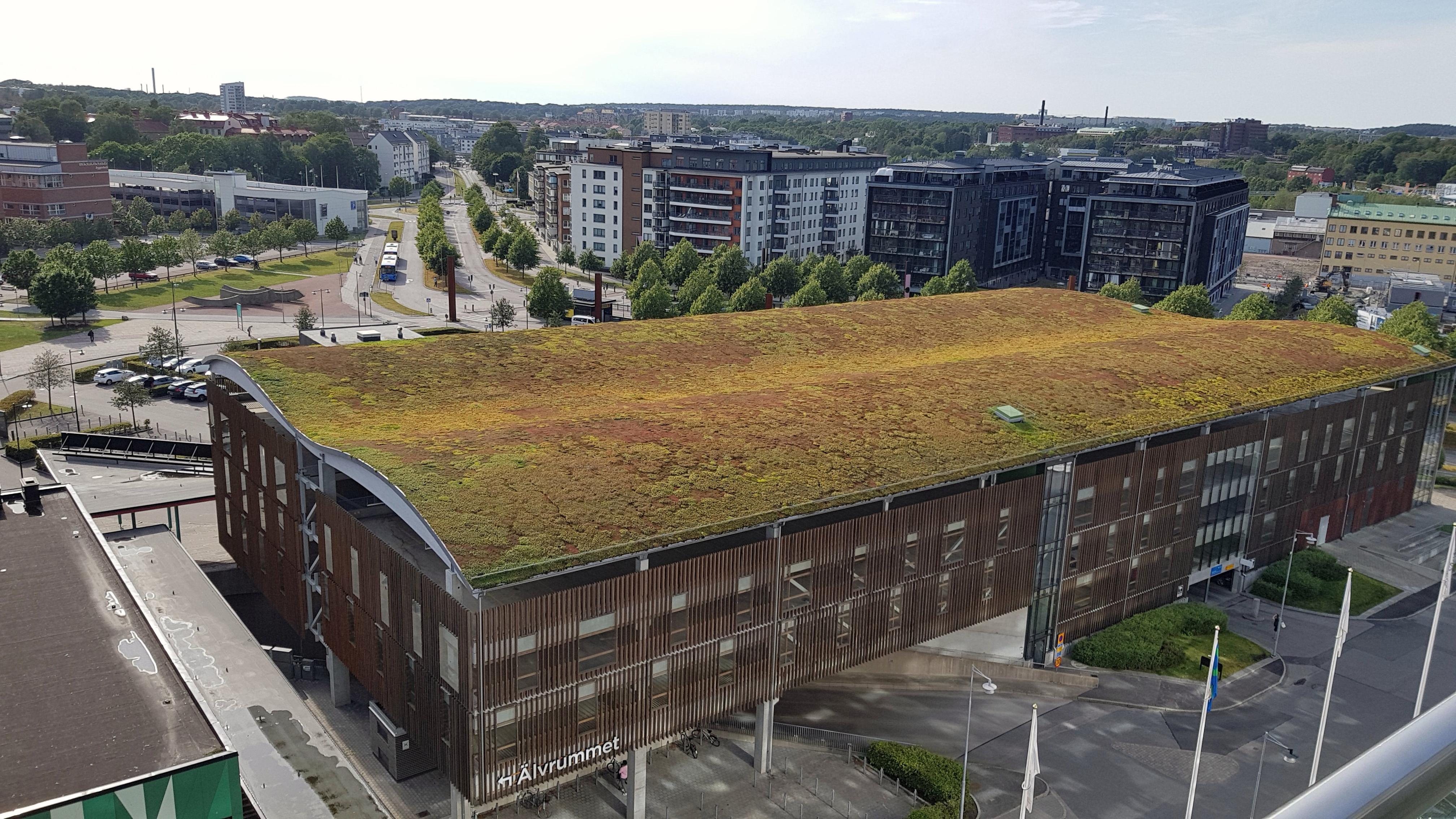
Крыша, покрытая мхом в Гётеборге
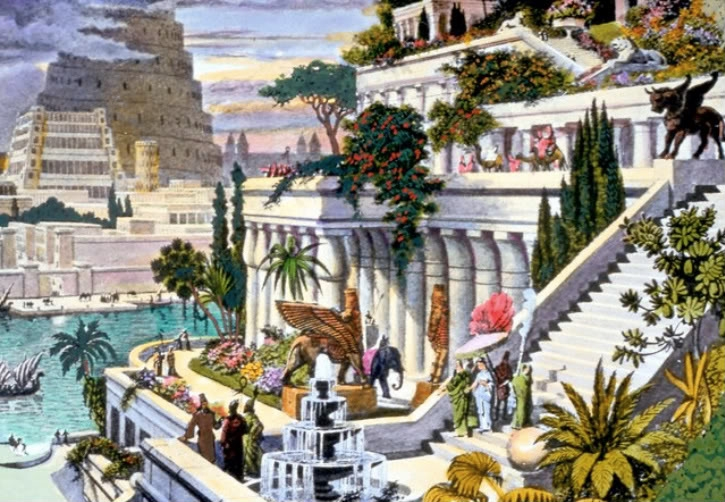
Висячие сады Семирамиды
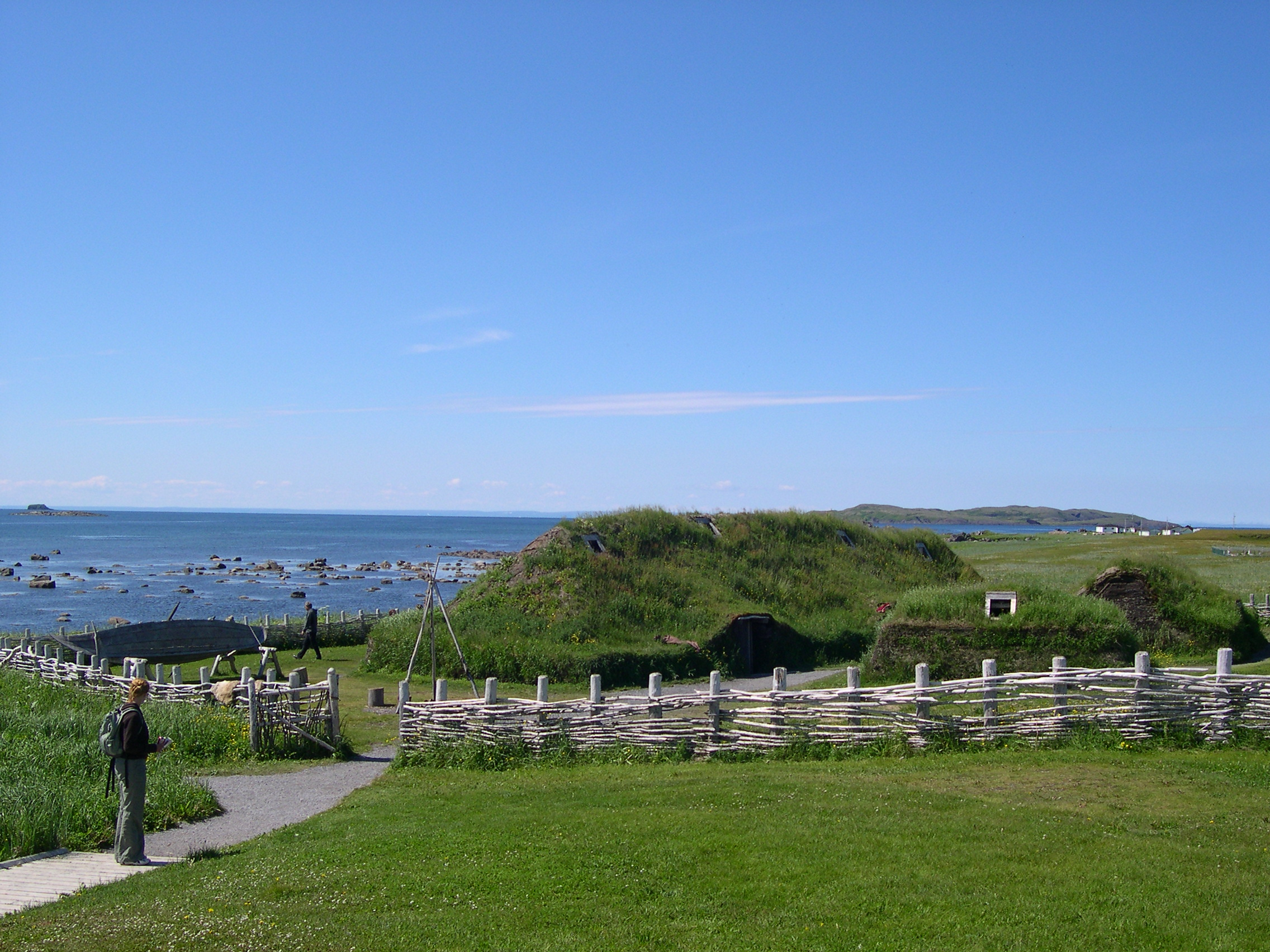
Реконструкция домов викингов в Ньюфаундленде
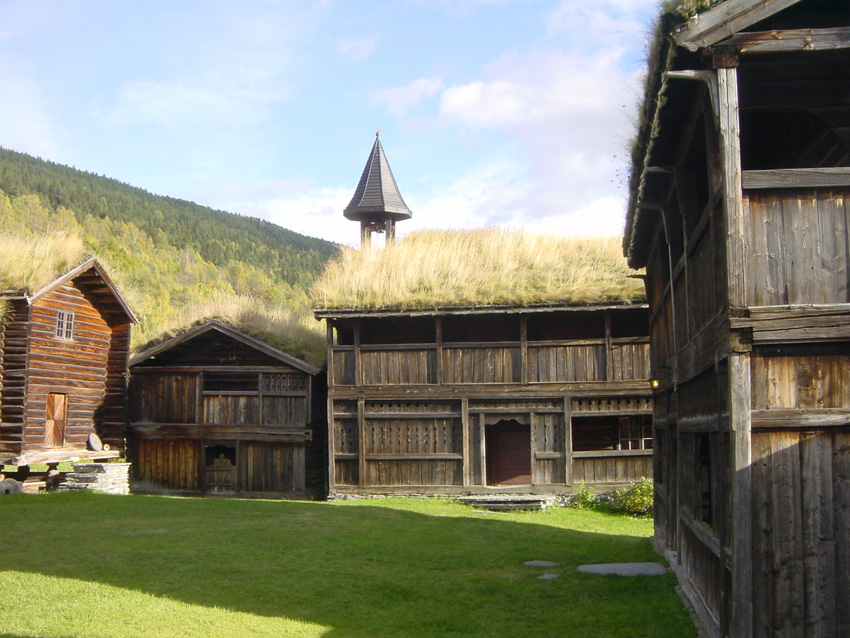
Крыши зданий XVIII века, покрытые дёрном, Хёйдал, Норвегия.
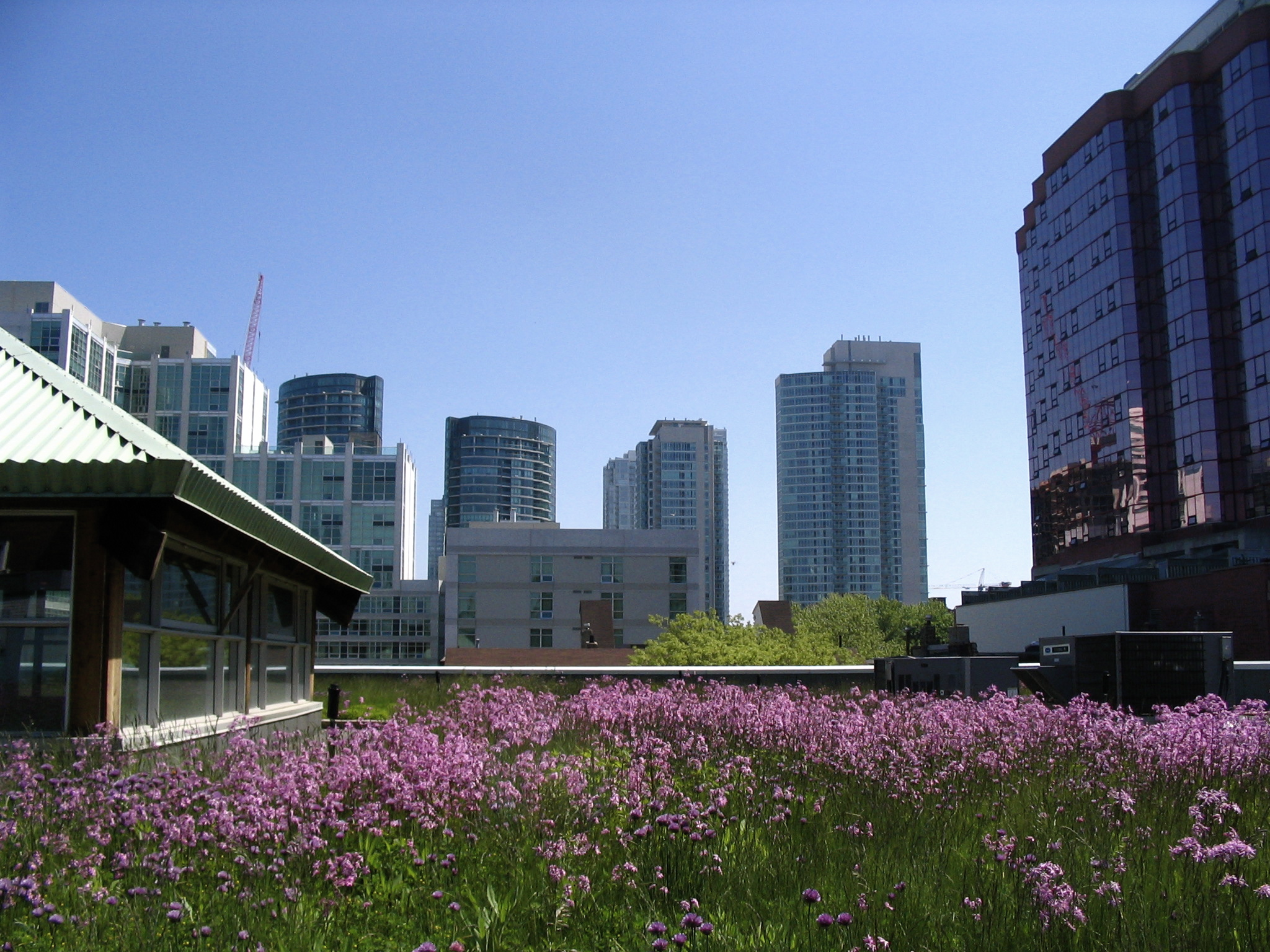
Зелёная крыша здания Mountain Equipment Co-op в Торонто, Канада.
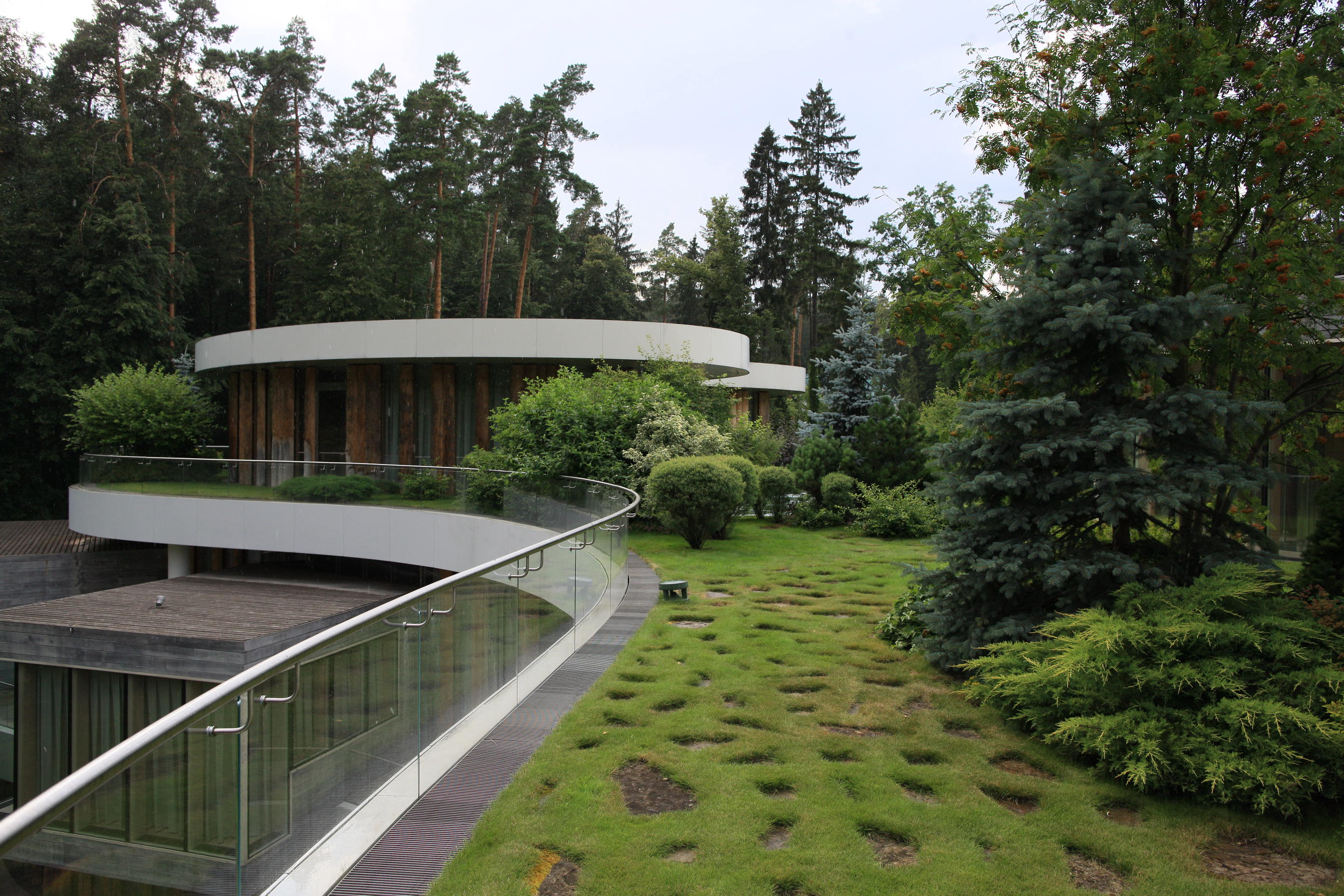
Зелёная крыша в России. Жуковка, Московская область
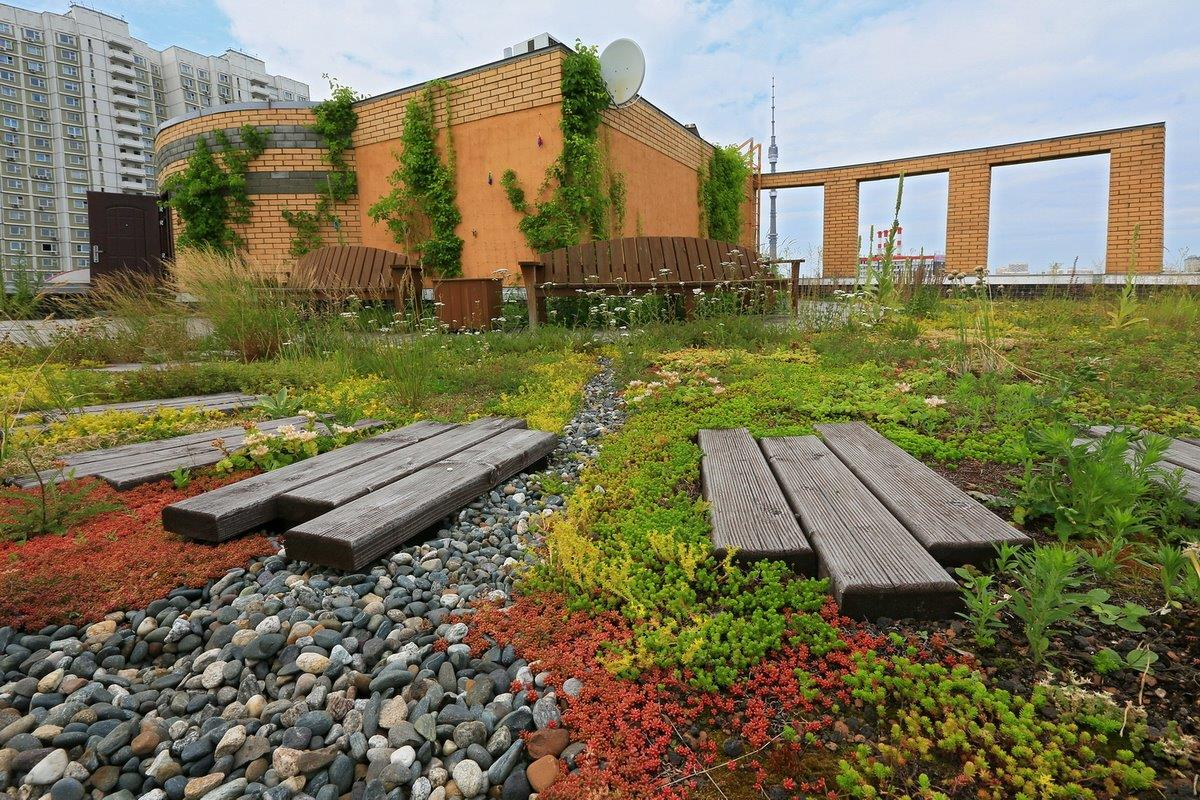
Научно-экспериментальная «зелёная крыша» административного здания в Москве (ул. Шереметьевская)